# Paradyż (Gościkowo)
Paradyż (niem. Paradies) – część wsi Gościkowo w Polsce, położona w województwie lubuskim, w powiecie świebodzińskim, w gminie Świebodzin.
W latach 1975–1998 miejscowość administracyjnie należała do województwa zielonogórskiego.
We współczesnej oficjalnej nomenklaturze (TERYT), nazwą Paradyż określa się obszar Gościkowa wokół opactwa cystersów (SIMC 0914987), choć w historii nazwy wsi Paradyż i Gościkowo były używane zamiennie. Nazwę Paradyż zachował także pocysterski zespół klasztorny i ulokowane w nim wyższe seminarium duchowne.

## Zabytki
- Opactwo cystersów w Gościkowie-Paradyżu